# Развој светског рекорда у скоку мотком у дворани за мушкарце
Први светски рекорд у скоку мотком на отвореном за мушкарце признат је од ИААФ (International Association of Athletics Federations – Међународна атлетска федерација), 1886. године.
Закључно са 31. јануара 2018. ИААФ је ратификовала 13 светских рекорда за мушкарце у дворани. Резултати су исказани у метрима.

## Рекорди скока мотком
Рекорди ратификовани од ИААФ-а
| Време | Атлетичар            | Држава           | Место                      | Датум              | Бр. | Трајање                        |
| ----- | -------------------- | ---------------- | -------------------------- | ------------------ | --- | ------------------------------ |
| 3,28  | Хју Бакстер          | Сједињене Државе | Филаделфија, САД           | 11. децембар 1886. | 1   | 2 године, 1 месец и 28 дана    |
| 3,35  | Хју Бакстер          | Сједињене Државе | Њујорк, САД                | 8. фебруар 1889.   | 2   | 12 година и 9 дана             |
| 3,395 | Рој Хеатер           | Сједињене Државе | Јуџин, САД                 | 17. фебруар 1901.  | 1   | 4 године и 22 дана             |
| 3,395 | Џером Маги           | Сједињене Државе | Милвоки, САД               | 1. март 1902.      | 1   | 4 године и 22 дана             |
| 3,43  | Волтер Фишлих        | Сједињене Државе | Ен Арбор, САД              | 11. март 1905.     | 1   | 0 дана                         |
| 3,43  | Едвард Главер        | Сједињене Државе | Ен Арбор, САД              | 11. март 1905.     | 1   | 0 дана                         |
| 3,44  | Лирој Самсе          | Сједињене Државе | Милвоки, САД               | 11. март 1905.     | 1   | 10 месеци и 15 дана            |
| 3,53  | Волтер Дреј          | Сједињене Државе | Њујорк, САД                | 26.јануар 1906.    | 1   | 2 године, 2 месеца и 9 дана    |
| 3,53  | Сидни Грир           | Сједињене Државе | Чикаго, САД                | 13. март 1907.     | 1   | 2 године, 2 месеца и 9 дана    |
| 3,55  | Харолд Идингс        | Сједињене Државе | Чикаго, САД                | 4. април 1908.     | 1   | 9 месеци и 26 дана             |
| 3,57  | Клер Џејкоб          | Сједињене Државе | Чикаго, САД                | 30. јануар 1909.   | 1   | 24 дана                        |
| 3,60  | Клер Џејкоб          | Сједињене Државе | Чикаго, САД                | 23. фебруар 1909.  | 2   | 0 дана                         |
| 3,73  | Клер Џејкоб          | Сједињене Државе | Чикаго, САД                | 23. фебруар 1909.  | 3   | 3 године, 1 месец и 14 дана    |
| 3,74  | Френк Марфи          | Сједињене Државе | Чикаго, САД                | 6. април 1912.     | 1   | 0 дана                         |
| 3,74  | Волтер Дреј          | Сједињене Државе | Чикаго, САД                | 6. април 1912.     | 2   | 0 дана                         |
| 3,79  | Волтер Дреј          | Сједињене Државе | Чикаго, САД                | 6. април 1912.     | 3   | 10 месеци и 16 дана            |
| 3,81  | Џон Голд             | Сједињене Државе | Медисон, САД               | 22. фебруар 1913.  | 1   | 28 дана                        |
| 3,815 | Марк Рајт            | Сједињене Државе | Хановер, САД               | 22. март 1913.     | 1   | 7 дана                         |
| 3,86  | Џон Голд             | Сједињене Државе | Еванстон, САД              | 29. март 1913.     | 2   | 2 године, 10 месеци и 28 дана  |
| 3,87  | Флорин Флојд         | Сједињене Државе | Канзас Сити, САД           | 26.фебруар 1916.   | 1   | 42 дана                        |
| 3,92  | Едвард Кнурек        | Сједињене Државе | Еванстон, САД              | 8. април 1916.     | 1   | 6 година, 11 месеци и 22 дана  |
| 3,92  | Грејам Перси         | Сједињене Државе | Еванстон, САД              | 8. април 1916.     | 1   | 6 година, 11 месеци и 22 дана  |
| 3,93  | Едвин Мајерс         | Сједињене Државе | Еванстон, САД              | 30. март 1923.     | 1   | 11 месеци и 15 дана            |
| 3,93  | Едвард Кнурек        | Сједињене Државе | Еванстон, САД              | 30. март 1923.     | 2   | 11 месеци и 15 дана            |
| 3,98  | Дин Бровнел          | Сједињене Државе | Еванстон, САД              | 15. март 1924.     | 1   | 1 година, 10 месеци и 20 дана  |
| 3,985 | Чарлс Хоф            | Норвешка         | Њујорк, САД                | 4. фебруар 1926.   | 1   | 2 дана                         |
| 4,00  | Чарлс Хоф            | Норвешка         | Бостон, САД                | 6. фебруар 1926.   | 2   | 7 дана                         |
| 4,04  | Чарлс Хоф            | Норвешка         | Бруклин, САД               | 13. фебруар 1926.  | 3   | 4 дана                         |
| 4,06  | Чарлс Хоф            | Норвешка         | Бруклин, САД               | 17. фебруар 1926.  | 4   | 6 дана                         |
| 4,075 | Чарлс Хоф            | Норвешка         | Њујорк, САД                | 23. фебруар 1926.  | 5   | 4 дана                         |
| 4,09  | Чарлс Хоф            | Норвешка         | Балтимор, САД              | 27. фебруар 1926.  | 6   | 7 дана                         |
| 4,13  | Чарлс Хоф            | Норвешка         | Чикаго, САД                | 6. март 1926.      | 7   | 10 дана                        |
| 4,14  | Чарлс Хоф            | Норвешка         | Њујорк, САД                | 16. март 1926.     | 8   | 4 дана                         |
| 4,15  | Чарлс Хоф            | Норвешка         | Њујорк, САД                | 20. март 1926.     | 9   | 7 дана                         |
| 4,165 | Чарлс Хоф            | Норвешка         | Сент Луис, САД             | 27. март 1926.     | 10  | 13 дана                        |
| 4,17  | Чарлс Хоф            | Норвешка         | Чикаго, САД                | 9. април 1926.     | 11  | 10 месеци и 5 дана             |
| 4,195 | Сејбин Кар           | Сједињене Државе | Њујорк, САД                | 14. фебруар 1927.  | 1   | 1 година и 11 дана             |
| 4,22  | Сејбин Кар           | Сједињене Државе | Њујорк, САД                | 25. фебруар 1927.  | 2   | 0 дана                         |
| 4,29  | Сејбин Кар           | Сједињене Државе | Њујорк, САД                | 25. фебруар 1927.  | 3   | 6 година и 18 дана             |
| 4,31  | Кит Браун            | Сједињене Државе | Њујорк, САД                | 15. март 1933.     | 1   | 11 месеци и 2 дана             |
| 4,37  | Кит Браун            | Сједињене Државе | Њујорк, САД                | 17. фебруар 1934.  | 2   | 2 године, 11 месеци и 27 дана  |
| 4,39  | Џорџ Вароф           | Сједињене Државе | Бостон, САД                | 13. фебруар 1937.  | 1   | 1 година, 11 месеци и 29 дана  |
| 4,42  | Cornelius Warmerdam  | Сједињене Државе | Бостон, САД                | 11. фебруар 1939.  | 1   | 1 месец и 14 дана              |
| 4,425 | Ерл Медоуз           | Сједињене Државе | Чикаго, САД                | 25. март 1939.     | 1   | 1 година, 10 месеци и 14 дана  |
| 4,44  | Ерл Медоуз           | Сједињене Државе | Бостон, САД                | 8. фебруар 1941.   | 2   | 1 месец                        |
| 4,45  | Ерл Медоуз           | Сједињене Државе | Њујорк, САД                | 8. март 1941.      | 3   | 10 месеци и 30 дана            |
| 4,485 | Cornelius Warmerdam  | Сједињене Државе | Њујорк, САД                | 7. фебруар 1942.   | 2   | 0 дана                         |
| 4,58  | Cornelius Warmerdam  | Сједињене Државе | Њујорк, САД                | 7. фебруар 1942.   | 3   | 7 дана                         |
| 4,62  | Cornelius Warmerdam  | Сједињене Државе | Бостон, САД                | 14. фебруар 1942.  | 4   | 0 дана                         |
| 4,755 | Cornelius Warmerdam  | Сједињене Државе | Бостон, САД                | 14. фебруар 1942.  | 5   | 1 година, 1 месец и 6 дана     |
| 4,79  | Cornelius Warmerdam  | Сједињене Државе | Чикаго, САД                | 20. март 1943.     | 6   | 15 година, 10 месеци и 24 дана |
| 4,81  | Дон Брег             | Сједињене Државе | Филаделфија, САД           | 13. фебруар 1959.  | 1   | 2 године, 11 месеци и 14 дана  |
| 4,83  | John Uelses          | Сједињене Државе | Вашингтон, САД             | 27. јануар 1962.   | 1   | 6 дана                         |
| 4.88  | John Uelses          | Сједињене Државе | Њујорк, САД                | 2. фебруар 1962.   | 2   | 1 дан                          |
| 4,89  | John Uelses          | Сједињене Државе | Бостон, САД                | 3. фебруар 1962.   | 3   | 10 месеци и 17 дана            |
| 4,91  | Дон Мајер            | Сједињене Државе | Чикаго, САД                | 20. децембар 1962. | 1   | 30 дана                        |
| 4,92  | Пенти Никула         | Финска           | Pajulahti, Финска          | 19. јануар 1963.   | 1   | 6 дана                         |
| 4,93  | Дејв Торк            | Сједињене Државе | Торонто, Канада            | 25. јануар 1963.   | 1   | 1 дан                          |
| 4,96  | Yang Chuan-Kwang     | Кинески Тајпеј   | Портланд, САД              | 26. јануар 1963.   | 1   | 7 дана                         |
| 5,00  | Пенти Никула         | Финска           | Pajulahti, Финска          | 2. фебруар 1963.   | 2   | 0 дана                         |
| 5,05  | Пенти Никула         | Финска           | Pajulahti, Финска          | 2. фебруар 1963.   | 3   | 0 дана                         |
| 5,10  | Пенти Никула         | Финска           | Pajulahti, Финска          | 2. фебруар 1963.   | 4   | 2 године, 11 месеци и 20 дана  |
| 5,12  | Џон Пенел            | Сједињене Државе | Лос Анђелес, САД           | 22. јануар 1966.   | 1   | 21 дан                         |
| 5,13  | Џон Пенел            | Сједињене Државе | Лос Анђелес, САД           | 12. фебруар 1966.  | 2   | 21 дан                         |
| 5,19A | Боб Сигрен           | Сједињене Државе | Албукерки, САД             | 5. март 1966.      | 1   | 13 дана                        |
| 5,20  | Боб Сигрен           | Сједињене Државе | Албукерки, САД             | 18. март 1966.     | 2   | 10 месеци и 10 дана            |
| 5,20  | Боб Сигрен           | Сједињене Државе | Саскатун, Канада           | 29. децембар 1966. | 3   | 10 месеци и 10 дана            |
| 5,23A | Боб Сигрен           | Сједињене Државе | Албукерки, САД             | 28. јануар 1967.   | 4   | 21 дан                         |
| 5,26  | Боб Сигрен           | Сједињене Државе | Кливленд, САД              | 18. фебруар 1967.  | 5   | 11 месеци и 7 дана             |
| 5,29  | Боб Сигрен           | Сједињене Државе | Њујорк, САД                | 25. јануар 1968.   | 6   | 1 година                       |
| 5,33A | Боб Сигрен           | Сједињене Државе | Албукерки, САД             | 25. јануар 1969.   | 7   | 14 дана                        |
| 5,33  | Боб Сигрен           | Сједињене Државе | Инглвуд, САД               | 8. фебруар 1969.   | 8   | 1 година и 1 месец             |
| 5,34  | Кјел Исаксон         | Шведска          | Гетеборг, Шведска          | 8. март 1970.      | 1   | 3 месеца и 12 дана             |
| 5,36  | Џен Џонсон           | Сједињене Државе | Де Мојн, САД               | 20. јун 1970.      | 1   | 7 месеци и 23 дана             |
| 5,38  | Кјел Исаксон         | Шведска          | Инглвуд, САД               | 12. фебруар 1971.  | 2   | 1 месец и 2 дана               |
| 5,40  | Волфганг Нордвиг     | Источна Немачка  | Софија, Бугарска           | 14. март 1971.     | 2   | 5 дана                         |
| 5,41  | Кјел Исаксон         | Шведска          | Кливленд, САД              | 19. март 1971.     | 3   | 11 месеци и 6 дана             |
| 5,45  | Кјел Исаксон         | Шведска          | Њујорк, САД                | 25. фебруар 1972.  | 4   | 10 месеци и 26 дана            |
| 5,46  | Стив Смит            | Сједињене Државе | Лос Анђелес, САД           | 20. јануар 1973.   | 1   | 6 дана                         |
| 5,49  | Стив Смит            | Сједињене Државе | Њујорк, САД                | 26. јануар 1973.   | 2   | 1 година, 11 месеци и 23 дана  |
| 5,51  | Ден Рипли            | Сједињене Државе | Лос Анђелес, САД           | 18. јануар 1975.   | 1   | 11 месеци и 22 дана            |
| 5,52  | Ден Рипли            | Сједињене Државе | Колеџ Парк, САД            | 9. јануар 1976.    | 2   | 28 дана                        |
| 5,54  | Ден Рипли            | Сједињене Државе | Инглвуд, САД               | 6. фебруар 1976.   | 3   | 2 дана                         |
| 5,56  | Тадеуш Слусарски     | Пољска           | Варшава, Пољска            | 8. фебруар 1976.   | 1   | 5 дана                         |
| 5,57  | Владислав Козакјевич | Пољска           | Торонто, Канада            | 13. фебруар 1976.  | 1   | 7 дана                         |
| 5,58  | Ден Рипли            | Сједињене Државе | Њујорк, САД                | 20. фебруар 1976.  | 4   | 1 година, 10 месеци и 18 дана  |
| 5,59  | Мајк Тали            | Сједињене Државе | Лонг Бич, САД              | 7. јануар 1978.    | 1   | 2 месеца и 4 дана              |
| 5,62  | Мајк Тали            | Сједињене Државе | Детроит, САД               | 11. март 1978.     | 2   | 11 месеци и 20 дана            |
| 5,63  | Ден Рипли            | Сједињене Државе | Форт Ворт, САД             | 3. март 1979.      | 5   | 11 месеци и 6 дана             |
| 5,64  | Константин Волков    | Совјетски Савез  | Москва, Совјетски Савез    | 9. фебруар 1980.   | 1   | 4 месеца и 27 дана             |
| 5,70  | Константин Волков    | Совјетски Савез  | Москва, Совјетски Савез    | 6. јул 1980.       | 2   | 1 година, 11 месеци и 20 дана  |
| 5,70  | Тијери Вињерон       | Француска        | Лион, Француска            | 18. јануар 1981.   | 1   | 1 година, 11 месеци и 20 дана  |
| 5,70  | Тијери Вињерон       | Француска        | Гренобл, Француска         | 22. фебруар 1981.  | 2   | 1 година, 11 месеци и 20 дана  |
| 5,71  | Били Олсон           | Сједињене Државе | Торонто, Канада            | 29. јануар 1982.   | 1   | 8 дана                         |
| 5,72  | Били Олсон           | Сједињене Државе | Луивил, САД                | 6. фебруар 1982.   | 2   | 13 дана                        |
| 5,73  | Били Олсон           | Сједињене Државе | Сан Дијего, САД            | 19. фебруар 1982.  | 3   | 8 дана                         |
| 5,74  | Били Олсон           | Сједињене Државе | Канзас Сити, САД           | 27. фебруар 1982.  | 4   | 10 месеци и 18 дана            |
| 5,75  | Били Олсон           | Сједињене Државе | Отава, Канада              | 14. јануар 1983.   | 5   | 7 дана                         |
| 5,76  | Били Олсон           | Сједињене Државе | Лос Анђелес, САД           | 21. јануар 1983.   | 6   | 14 дана                        |
| 5,80  | Били Олсон           | Сједињене Државе | Торонто, Канада            | 4. фебруар 1983.   | 7   | 11 месеци и 11 дана            |
| 5,81  | Сергеј Бупка         | Совјетски Савез  | Вилњус, Совјетски Савез    | 15. јануар 1984.   | 1   | 17 дана                        |
| 5,82  | Сергеј Бупка         | Совјетски Савез  | Милано, Италија            | 1. фебруар 1984.   | 2   | 9 дана                         |
| 5,83  | Сергеј Бупка         | Совјетски Савез  | Инглвуд, САД               | 10. фебруар 1984.  | 3   | 23 дана                        |
| 5,85  | Тијери Вињерон       | Француска        | Гетеборг, Шведска          | 4. март 1984.      | 3   | 1 година, 9 месеци и 24 дана   |
| 5,86  | Били Олсон           | Сједињене Државе | Саскатун, Канада           | 28. децембар 1985. | 8   | 18 дана                        |
| 5,87  | Сергеј Бупка         | Совјетски Савез  | Осака, Јапан               | 15. јануар 1986.   | 4   | 2 дана                         |
| 5,88  | Били Олсон           | Сједињене Државе | Лос Анђелес, САД           | 17. јануар 1986.   | 9   | 8 дана                         |
| 5,89A | Били Олсон           | Сједињене Државе | Албукерки, САД             | 25. јануар 1986.   | 10  | 7 дана                         |
| 5.91  | Џо Диал              | Сједињене Државе | Коламбија, САД             | 1. фебруар 1986.   | 1   | 7 дана                         |
| 5,92  | Сергеј Бупка         | Совјетски Савез  | Москва, Совјетски Савез    | 8. фебруар 1986.   | 5   | 0 дана                         |
| 5,93  | Били Олсон           | Сједињене Државе | Ист Радерфорд, САД         | 8. фебруар 1986.   | 11  | 13 дана                        |
| 5,94  | Сергеј Бупка         | Совјетски Савез  | Инглвуд, САД               | 21. фебруар 1986.  | 6   | 7 дана                         |
| 5,95  | Сергеј Бупка         | Совјетски Савез  | Њујорк, САД                | 28. фебруар 1986.  | 7   | 10 месеци и 18 дана            |
| 5,96  | Сергеј Бупка         | Совјетски Савез  | Осака, Јапан               | 15. јануар 1987.   | 8   | 2 месеца и 2 дана              |
| 5,97  | Сергеј Бупка         | Совјетски Савез  | Торино, Италија            | 17. март 1987.     | 9   | 1 година, 10 месеци и 5 дана   |
| 6,00  | Радион Гатаулин      | Совјетски Савез  | Лењиград, Совјетски Савез  | 22. јануар 1989.   | 1   | 13 дана                        |
| 6,02  | Радион Гатаулин      | Совјетски Савез  | Гомељ, Совјетски Савез     | 4. фебруар 1989.   | 2   | 7 дана                         |
| 6,03  | Сергеј Бупка         | Совјетски Савез  | Осака, Јапан               | 11. фебруар 1989.  | 10  | 1 година, 1 месец и 6 дана     |
| 6,05  | Сергеј Бупка         | Совјетски Савез  | Доњецк, Совјетски Савез    | 17. март 1990.     | 11  | 10 месеци и 23 дана            |
| 6,08  | Сергеј Бупка         | Совјетски Савез  | Волгоград, Совјетски Савез | 9. фебруар 1991.   | 12  | 1 месец и 6 дана               |
| 6,10  | Сергеј Бупка         | Совјетски Савез  | Сан Себастијан, Шпанија    | 15. март 1991.     | 13  | 4 дана                         |
| 6,11  | Сергеј Бупка         | Совјетски Савез  | Доњецк, Совјетски Савез    | 19. март 1991.     | 14  | 4 дана                         |
| 6,12  | Сергеј Бупка         | Совјетски Савез  | Гренобл, Француска         | 23. март 1991.     | 15  | 10 месеци и 29 дана            |
| 6,13  | Сергеј Бупка         | Уједињени тим    | Берлин, Немачка            | 21. фебруар 1992.  | 16  | 11 месеци и 23 дана            |
| 6,14  | Сергеј Бупка         | Украјина         | Лијевен, Француска         | 13. фебруар 1993.  | 17  | 8 дана                         |
| 6,15  | Сергеј Бупка         | Украјина         | Доњецк, Украјина           | 21. фебруар 1993.  | 18  | 20 година, 11 месеци и 25 дана |
| 6,16  | Рено Лавилени        | Француска        | Доњецк, Украјина           | 15. фебруар 2014.  | 1   | 11 година и 100 дана           |